# Sandheden om M. Valdemar
Sandheden om M. Valdemar eller Kendsgerningerne i sagen om M. Valdemar, udgivet 1867, er titlen på en novelle, skrevet af den amerikanske forfatter og digter, Edgar Allan Poe. Også udgivet i 1966 som Hvad der virkelig hændte M. Valdemar. Oprindeligt udgivet på engelsk i 1845 under titlen The Facts in the Case of M. Valdemar.

## Handlingen
Den unavngivne fortæller (som bliver tituleret 'mr. P--') fortæller om sit seneste forsøg med mesmerisme (hypnose). I dette ønskede han at udforske dens indflydelse i forhold til døden. Da en af hans venner – M. Valdemar – lå for døden, greb han chancen og vennen, som tidligere havde medvirket i forsøg, indvilligede også i at være med denne gang. Det bliver fortalt, hvorledes fortælleren sammen med læger og sygeplejersker bragte Valdemar i trance omkring det estimerede dødstidspunkt, og gennem novellen afrapporteres resultaterne.
Det lykkedes at bringe Valdemar i en trance, hvor han forklarer, at de ikke må forstyre ham mere, da han nu er dødende. Da alle efter nogle dage regner ham for værende død, bliver det en sidste gang forsøgt at skabe kontakt til Valdemar. Dette lykkes til alles overraskelse, og Valdemar fortæller til alles store gru, at han nu er død. Gennem syv måneder besøger man Valdemar uden at registrere nogen ændring i hans tilstand, men til sidst beslutter man at forsøge at få kontakt med ham. Dette lykkes, og igen fortæller han, at han er død. Det bliver efterfølgende besluttet, at man skal prøve at vække ham. Da dette er sket, begynder Valdemars krop med ét at rådne og på få sekunder forgår den for øjnene af alle.

## Udgivelse af novellen
- The Complete Tales & Poems of Edgar Allan Poe, Castle Books, 1985
- Andersen, Carit (1987) Edgar Allan Poe: Sælsomme fortællinger, Carit Andersens forlag.
- Tejn, Michael (1966) Masser af gys, Hasselbalchs billigbøger